# Microslip

Animatie van het microslipverschijnsel

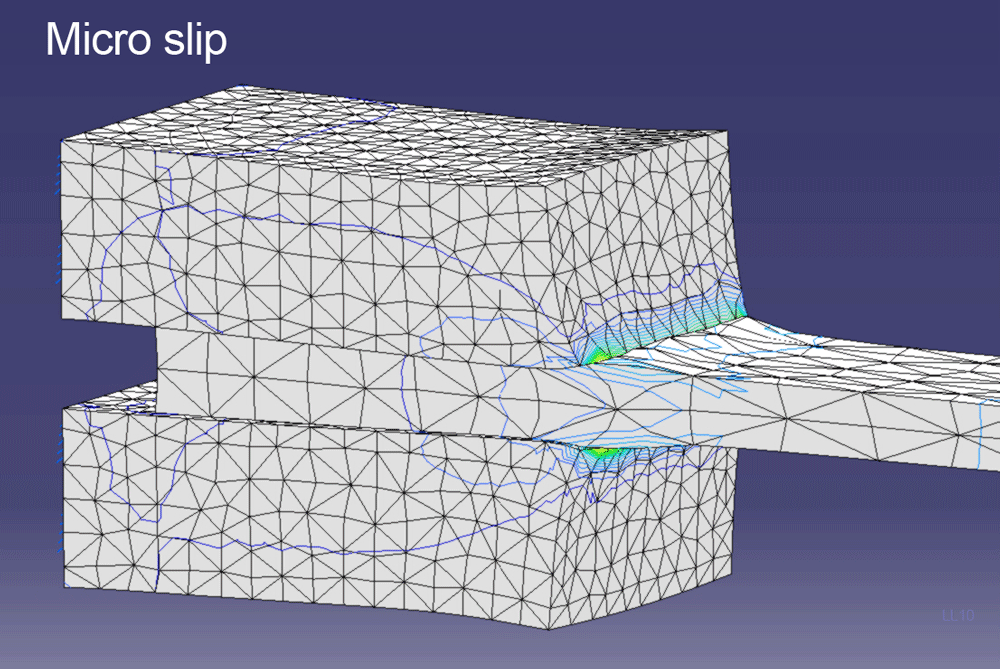
FEM-berekening

Microslip is een werktuigbouwkundig en materiaalkundig begrip dat de relatieve verplaatsing, als gevolg van een opgelegde spanning, in een materiaal en/of in een verbinding beschrijft. Microslip kan uiteindelijk leiden tot het falen (vermoeiingsbreuk) van een constructie.
Elk materiaal zal, mits de uitgeoefende spanning of kracht groot genoeg is, uiteindelijk bezwijken. Het materiaal ondergaat ook een vormverandering. Zo zal een elastisch koord langer en dunner worden wanneer eraan getrokken wordt. Bij een constructie gebeurt in wezen hetzelfde.
Bij een krachtopsluiting van een constructie (zie de animatie) zal deze bij belasting oprekken (langer worden). De krachten op de constructie klemmen het deel vast. Deze krachten worden omgezet in wrijvingskrachten. Deze wrijvingskrachten houden als het ware het deel vast op klemkracht. Doordat de constructie opgerekt wordt, wordt plaatselijk de wrijvingskracht overschreden (zie de FEM-afbeelding: hoe warmer de kleuren hoe hoger de spanning). Hierdoor verschuiven plaatselijk de delen ten opzichte van elkaar (zie de twee pijlen in de animatie). Dit verschuiven heet microslip. Door het ten opzichte van elkaar verschuiven ontstaan slijtagedeeltjes. Deze deeltjes heten passingroest. Passingroest leidt er bij een gat-asverbinding toe dat deze bijna niet meer losneembaar is.
Het microslipverschijnsel is vaak de inleiding tot een zogenaamde vermoeiingsbreuk. Vooral bij constructies waarbij sprake is van een cyclische belasting kan het microslipverschijnsel het begin zijn van het ontstaan van een breukvlak. In een constructie dient microslip daarom geminimaliseerd of voorkomen te worden. Het minimaliseren van microslip is mogelijk door het inbouwen van voldoende veiligheid of het voorkomen van abrupte spanningsovergangen. Bij een vormopsluiting of een elastische lijmverbinding ontstaat er geen microslip.